# القانون العثماني

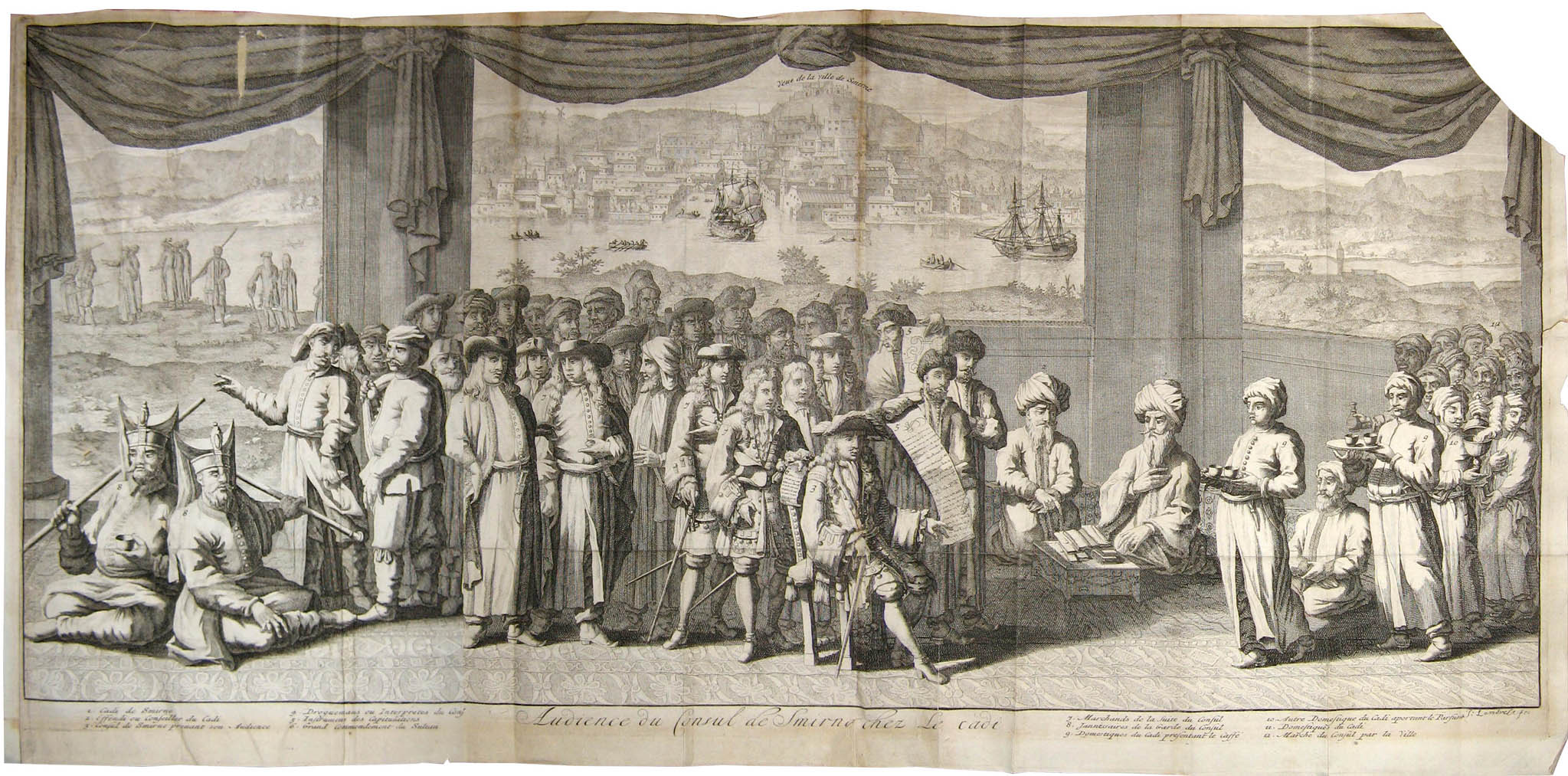

الشريعة الإسلامية هي أساس القانون العثماني والتشريع في الدولة العثمانية.

## القانون

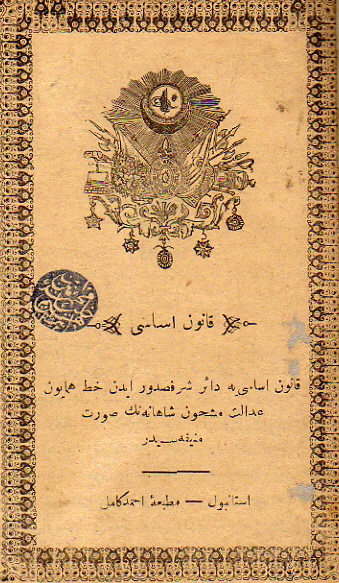
الصفحة الأولى من القانون الأساسي العُثماني الصادر خلال عهد المشروطية الأولى، بُوشر العمل به في 23 كانون الأوَّل (ديسمبر) 1876، خلال عهد السُلطان عبد الحميد الثاني.

وفي بادئ الأمر كان «قاضي العسكر» هو رأس الهيئة القضائية. ثم عُيّن إلى جانبه قاضيان آخران أحدهما لأفريقيا والثاني لأوروبا. ولم تكن سلطة قضاة الجيش هؤلاء مقصورة على الشؤون العسكرية، بل تعدتها إلى نواحي القانون بأكمله. وكان هؤلاء القضاة هم الذين يُعينون الموظفين القضائيين والقضاة ونوابهم. وكان يتلو قضاة الجيش في الترتيب «العلماء الكبار» وهم قضاة العاصمة، ثم «العلماء الصغار» الذين كانوا يتولون القضاء في عشر مدن ثانوية من مدن الولايات كبغداد وصوفيا. أما قضاة الدرجة الثانية وما دونها فكانوا ينقسمون إلى طبقات ثلاث وهم: المفتشون، والقضاة، ونواب القضاة. وكانت الهيئات القضائية كلها تخضع لمفتيّ الآستانة الذي كان يحمل لقب «شيخ الإسلام». وكان شيخ الإسلام هذا يُفتي في ما يُرفع إليه من المسائل القضائية، وكثيرًا ما كان السلاطين يستصدرون منه الفتوى كلّما أقدموا على اتخاذ قرار مصيري يتصل بشؤون السلم أو الحرب.

## القضاء
اعتمد السلطان عبد المجيد الأول تدوين القانون المدني العثماني كخطوة من خطواته التنظيمية، فجعل كبار الفقهاء والعلماء يجمعون التشريعات في ما أصبح يُعرف بمجلة الأحكام العدلية. تتكون هذه المجلة من ستة عشر كتاب أولها كتاب البيوع وآخرها كتاب القضاء، وكل كتاب يتناول موضوع ومكون من أبواب، وكل باب مكون من فصول. صدرت المجلة سنة 1882م، وهي تعتبر أول تدوين للفقة الإسلامي في المجال المدني في إطار بنود قانونية، على مذهب الإمام أبي حنيفة النعمان. وهي القاعدة التي بُني عليها القانون المدني في أغلب الدول العربية مثل العراق ومصر والأردن.